# Pseudacris streckeri
Pseudacris streckeri là một loài ếch trong họ Nhái bén. Đây là loài bản địa từ nam trung bộ Hoa Kỳ, từ miền nam Kansas, thông qua Oklahoma và phía đông Arkansas, mũi phía tây bắc của Louisiana và phía nam qua phần lớn tiểu bang Texas.
Loài ếch này có thể đạt chiều dài khoảng 3,5 cm. Chúng có màu sắc từ xám sáng, nâu đến xanh lá cây với vệt dọc tối hơn, và một đốm tối nổi bật chạy bên dưới mắt. Màu sắc phía dưới thường là trắng, với màu vàng hoặc màu cam xung quanh khu vực háng.